# Philodendron mathewsii
Philodendron mathewsii är en kallaväxtart som beskrevs av Heinrich Wilhelm Schott. Philodendron mathewsii ingår i släktet Philodendron och familjen kallaväxter.
Artens utbredningsområde är Peru. Inga underarter finns listade.